# Efferia candida
Efferia candida là một loài ruồi trong họ Asilidae. Efferia candida được Coquillett miêu tả năm 1893. Loài này phân bố ở vùng Tân Bắc giới.